# Université Paris 8 Vincennes-Saint-Denis
Đại học Paris Cité (tiếng Pháp: Université Paris 8 Vincennes-Saint-Denis) trước đây được gọi là "Université Vincennes", nó là một cơ sở giáo dục đại học công lập với các cơ sở tại Saint-Denis, Montreuil và Tremblay-en-France. Chính thức được thành lập vào năm 1971, nó có 22.000 và 900 giáo sư vào năm 2019. Chủ tịch hiện tại của nó là Giáo sư Annick Allaigre.